# USS Constitution
USS Constitution («Конститьюшн», «Конституция»), Old Ironsides («Железнобокий старина») — старейший парусный корабль в мире из находящихся на плаву. Всё ещё числится в боевом составе американского флота.
Известен как Old Ironsides («Железнобокий старина»). Это прозвище было дано кораблю после того, как во время Англо-американской войны 1812—1814 гг. было отмечено, что ядра британского корабля HMS Guerriere отскакивали от его бортов, которые были сделаны из виргинского дуба (англ. Quercus virginiana).

## История
Спущен на воду 21 октября 1797 года. 23 июля 1798 года совершил первое путешествие, в 1798—1800 годах участвовал в «Квази-войне» США и Франции, триполийской войне, англо-американской войне 1812—1814 годов. В 1830 году корабль, 31-летний возраст которого был весьма почтенным для того времени, чуть было не отправили на слом. Однако опубликованная в это же время посвящённая кораблю поэма «Old Ironsides» имела большой успех у граждан, настоявших на сохранении фрегата. Вместо слома корабль прошёл первый из своих многочисленных восстановительных ремонтов. Во время американской гражданской войны «Конститьюшн» служил учебным кораблём, его вооружение было уменьшено до 16 орудий и он был переклассифицирован в корабль 2-го ранга. В 1878 году «Конститьюшн» принял участие во Всемирной выставке в Париже.
В 1900 году Конгресс утвердил проект сохранения «Конститьюшн» в качестве музейного корабля, однако финансирование из госбюджета предусмотрено не было. В 1905 году было предложено вывести корабль в море и использовать в качестве мишени для артиллерийских стрельб, однако поднявшаяся волна протеста привела к тому, что в 1906 году из бюджета было выделено $100 000 на содержание и текущий ремонт корабля, а в 1907 году он был открыт для посещения.
1 декабря 1917 года корабль получил имя «Old Constitution» для того, чтобы имя «Constitution» мог получить новейший линейный крейсер класса «Лексингтон». 24 июля 1925 года, после того как в соответствии с Вашингтонским морским соглашением 1923 года постройку кораблей класса «Лексингтон» отменили (а два недостроенных корпуса переоборудовали в авианосцы), «Конститьюшн» получил назад своё имя.
В период с 1927 по 1930 год судно было на ремонте, после чего его отправили на буксире в турне по США, продолжавшееся 3 года. За это время корабль посетил около 90 городов, на борт фрегата поднялось более 4,5 млн человек.
Согласно Классификации кораблей ВМС США 1 сентября 1975 года, чтобы подчеркнуть его уникальный исторический статус, USS Constitution (бывший IX 21) был переклассифицирован в класс «none» (нулевой).
В 1997 году в честь празднования 200-й годовщины своей постройки фрегат совершил выход в море под парусами. До этого корабль самостоятельно не выходил в море на протяжении 116 лет.
C 5 мая 2016 года судно было поставлено в сухой док военно-морской верфи Бостона для реставрации и ремонта. Общая сумма всех работ составила около 15 миллионов долларов США. Обновленное судно было спущено обратно на воду 23 июля 2017 года.
В настоящее время находится в гавани города Бостон, штат Массачусетс, по нему проводятся экскурсии, является последней из шестнадцати точек на исторической Тропе Свободы. Корабль включён в список важнейших достопримечательностей США.

## Галерея

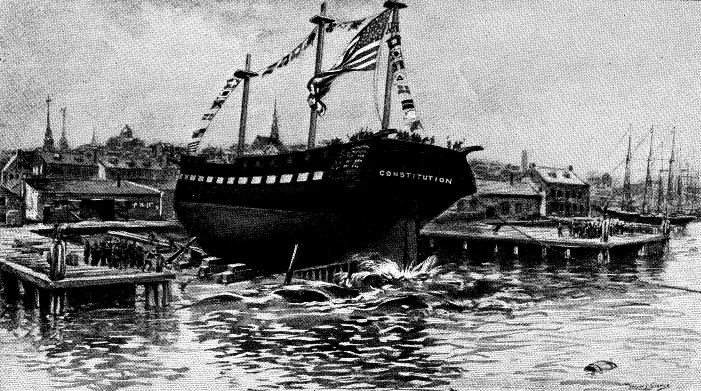
Спуск на воду, 1797 год
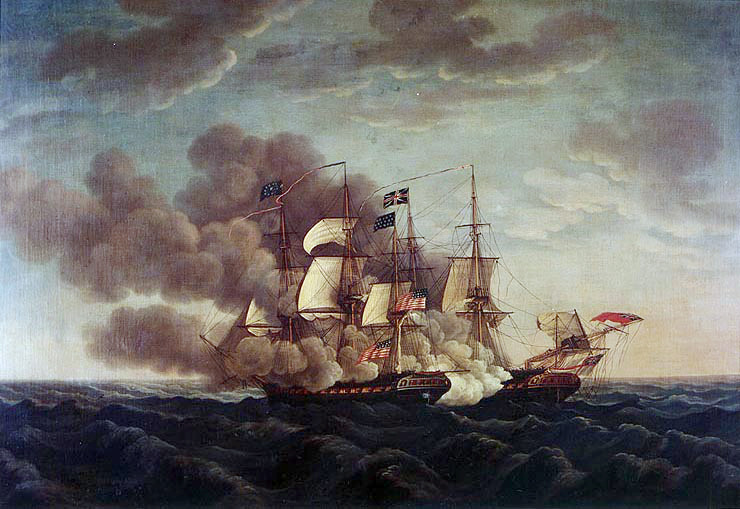
Битва с «Герьером», 1812 год
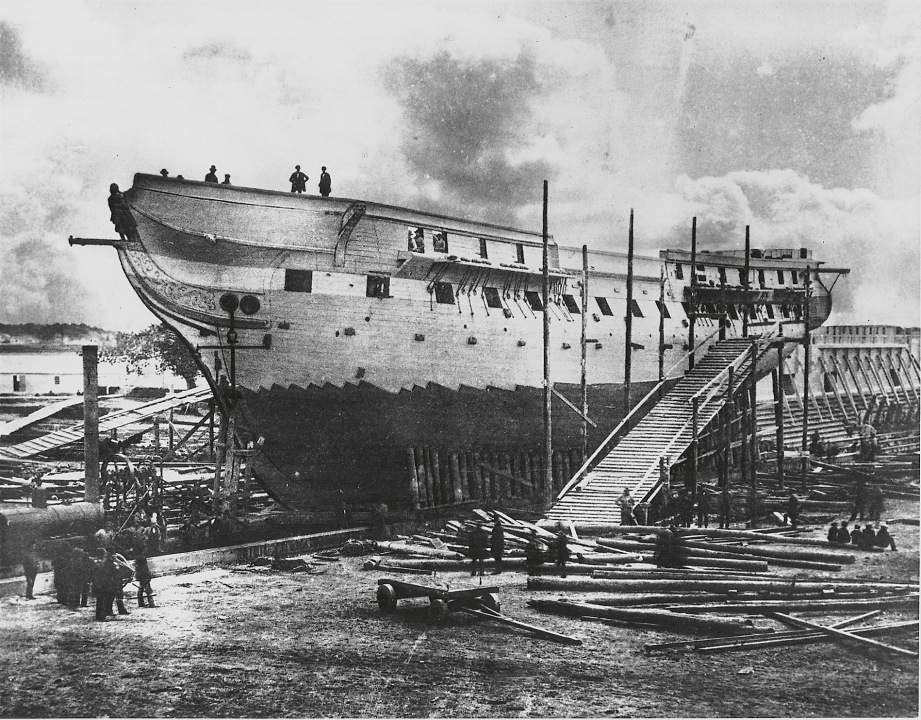
В доке после очередного ремонта, 1858 год
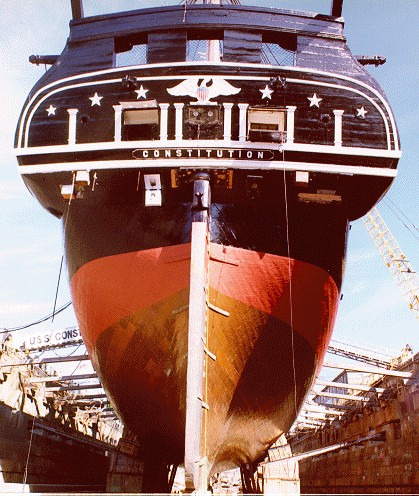
В доке, 1995 год
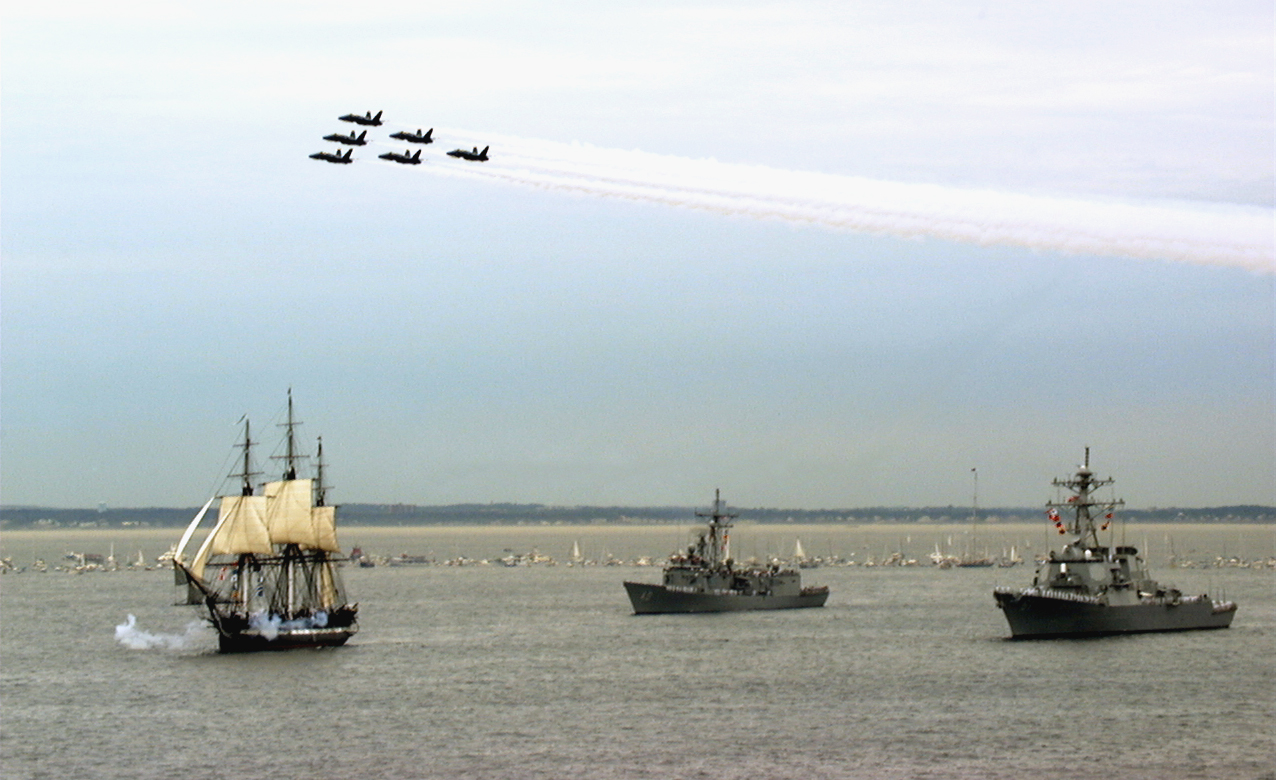
USS Constitution под парусами, 1997 год
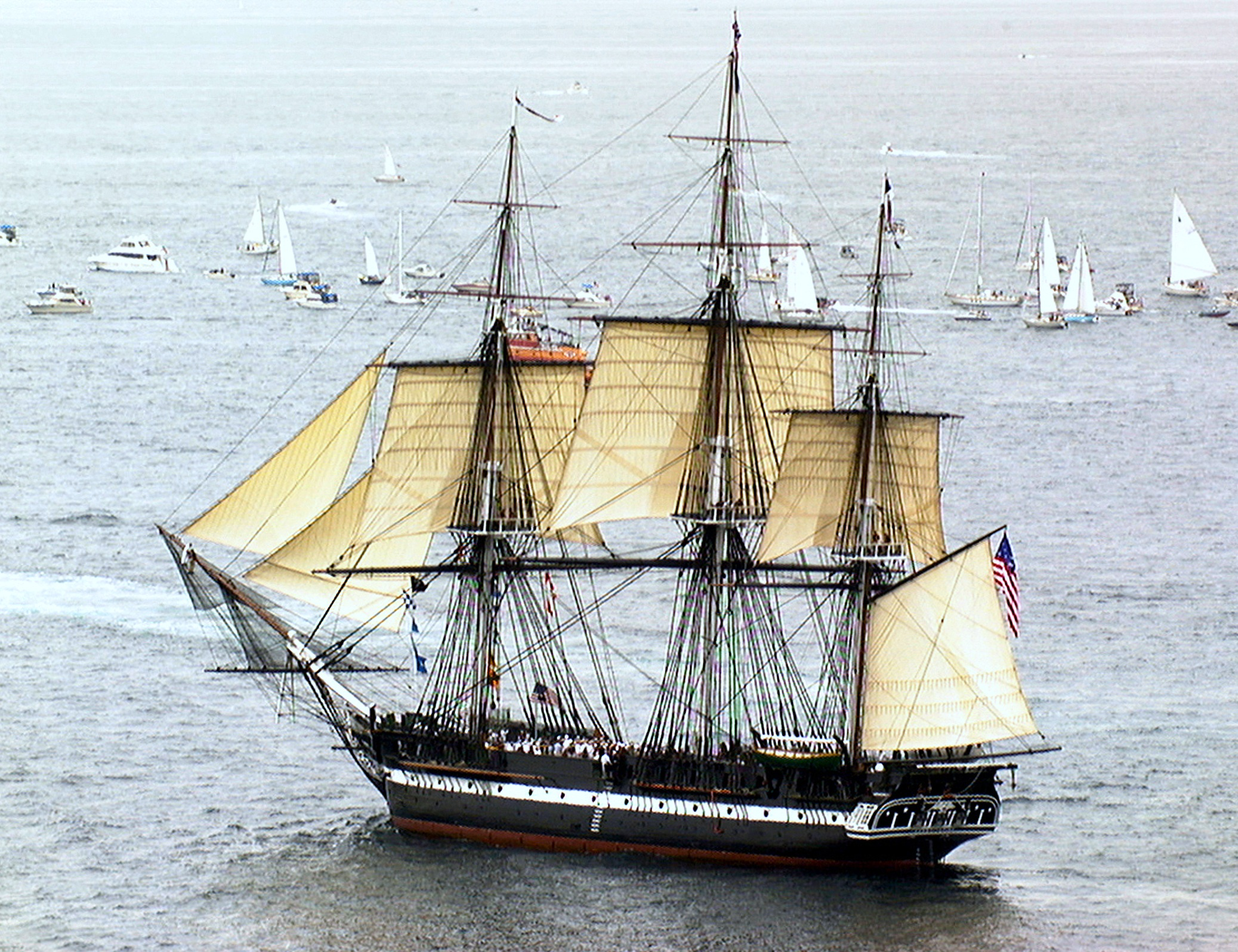
1997 год
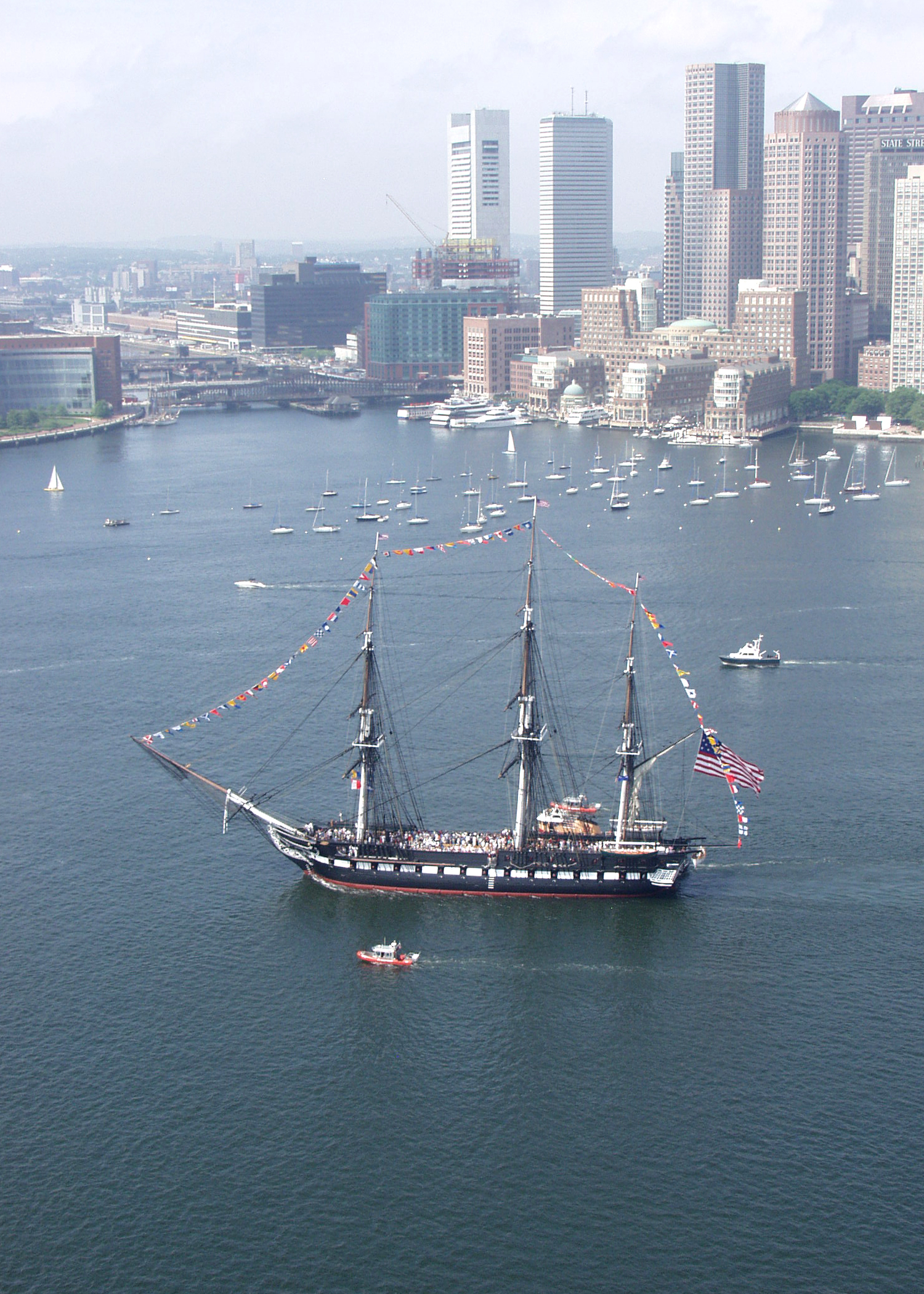
В гавани Бостона, 2005 год
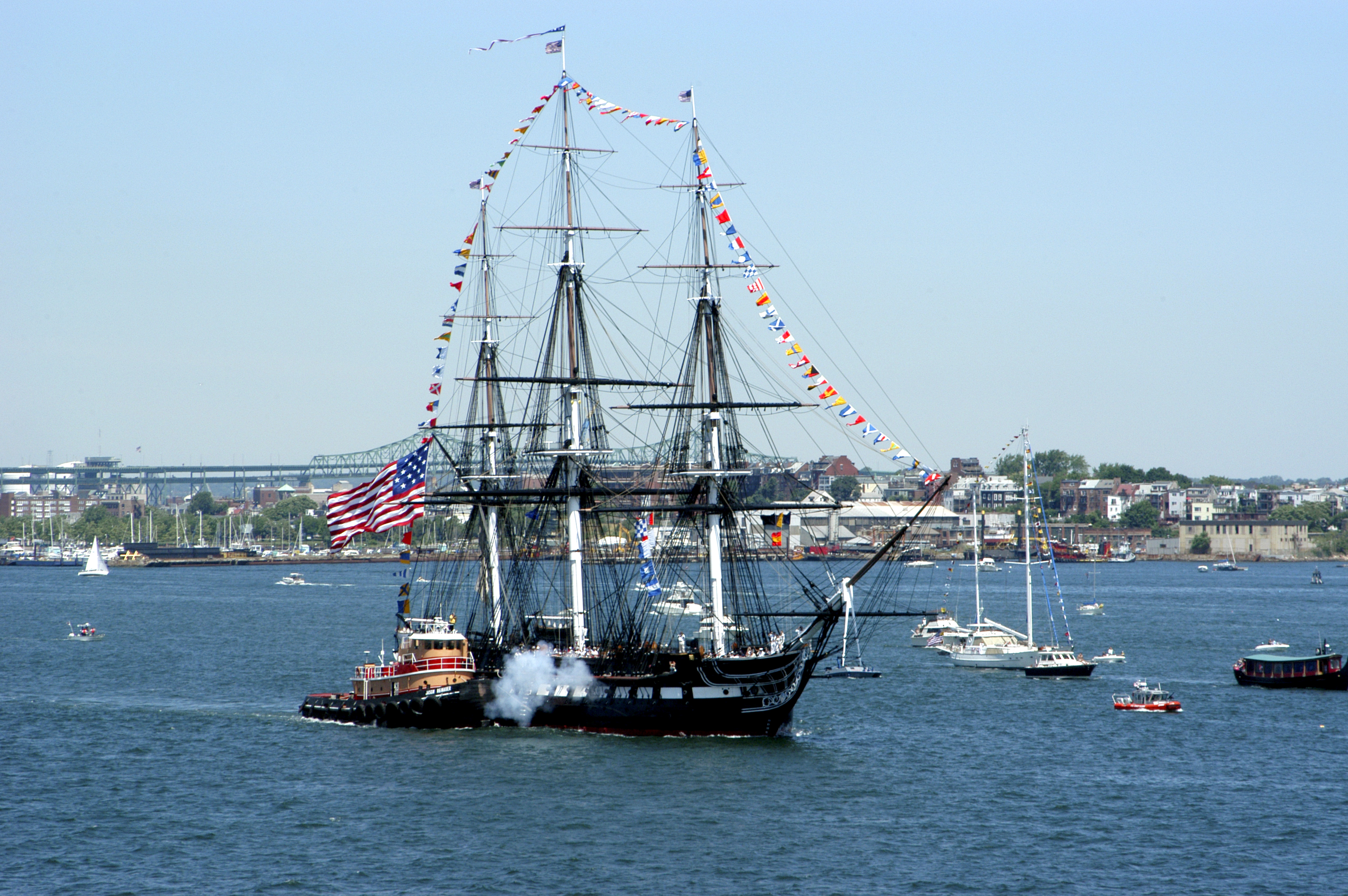
Constitution салютует кораблю USS Bataan (LHD-5)
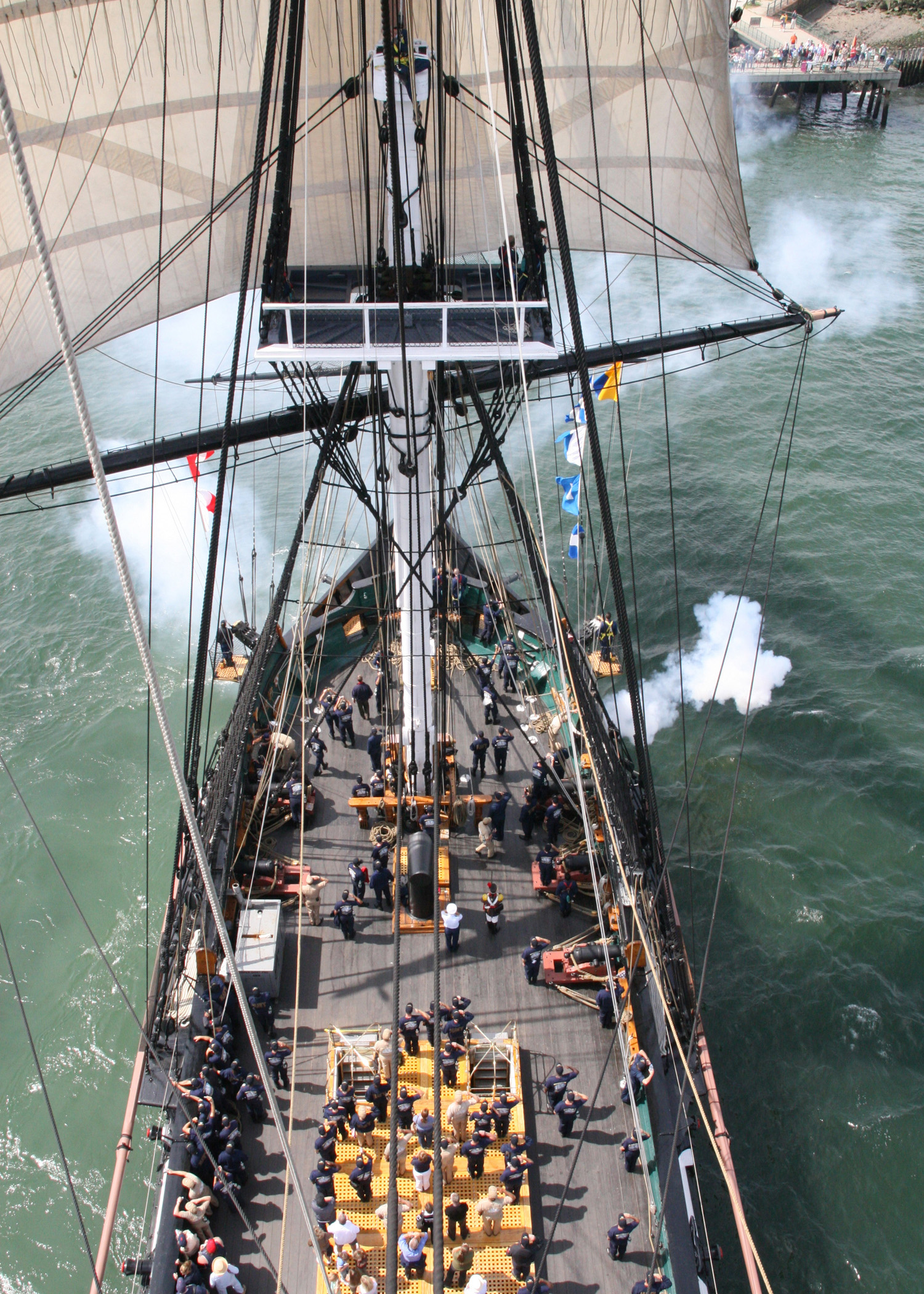
Пушечный салют, вид с грот-мачты, 2006 год
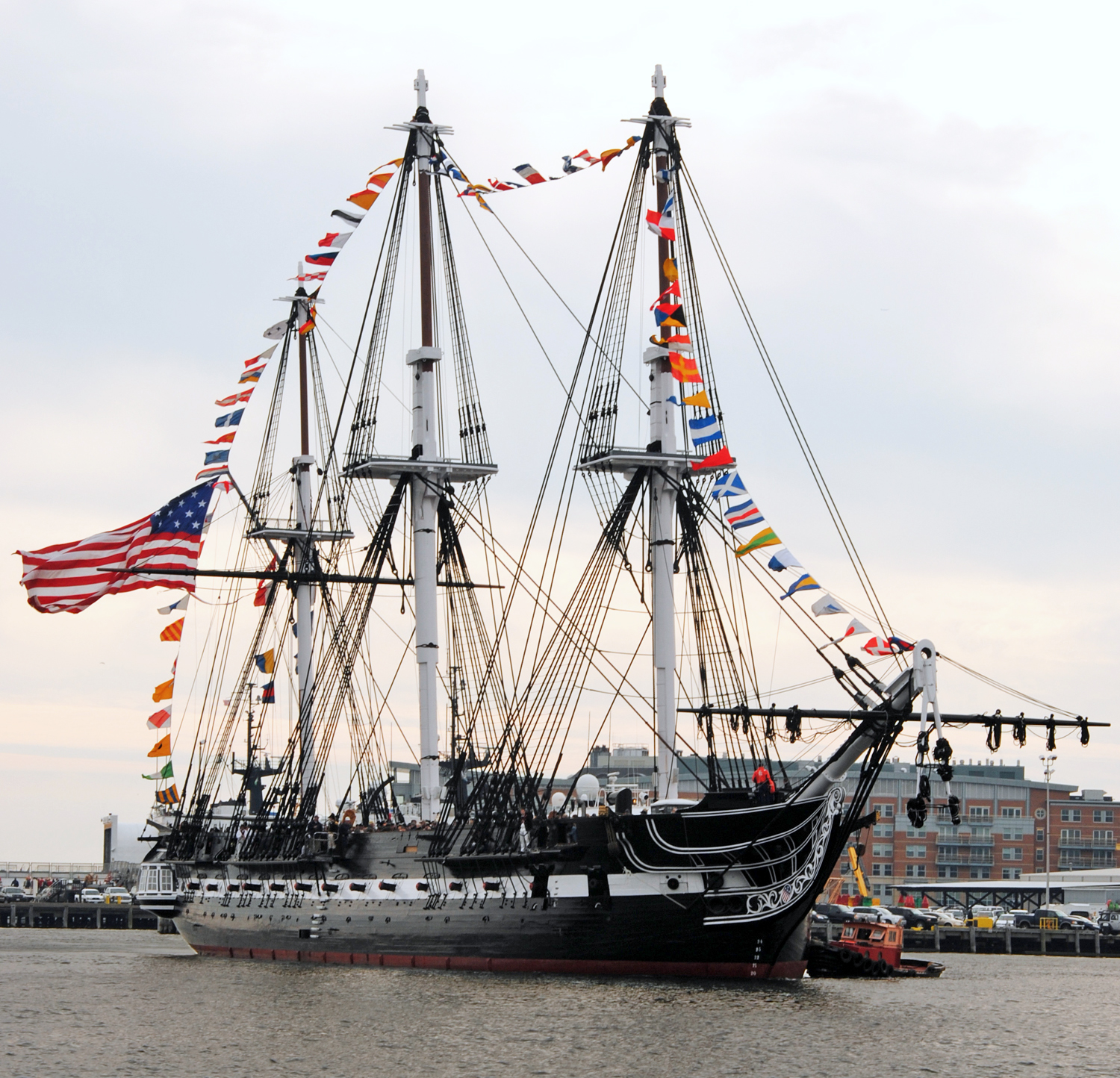
Празднование 213-летия корабля, 2010 год
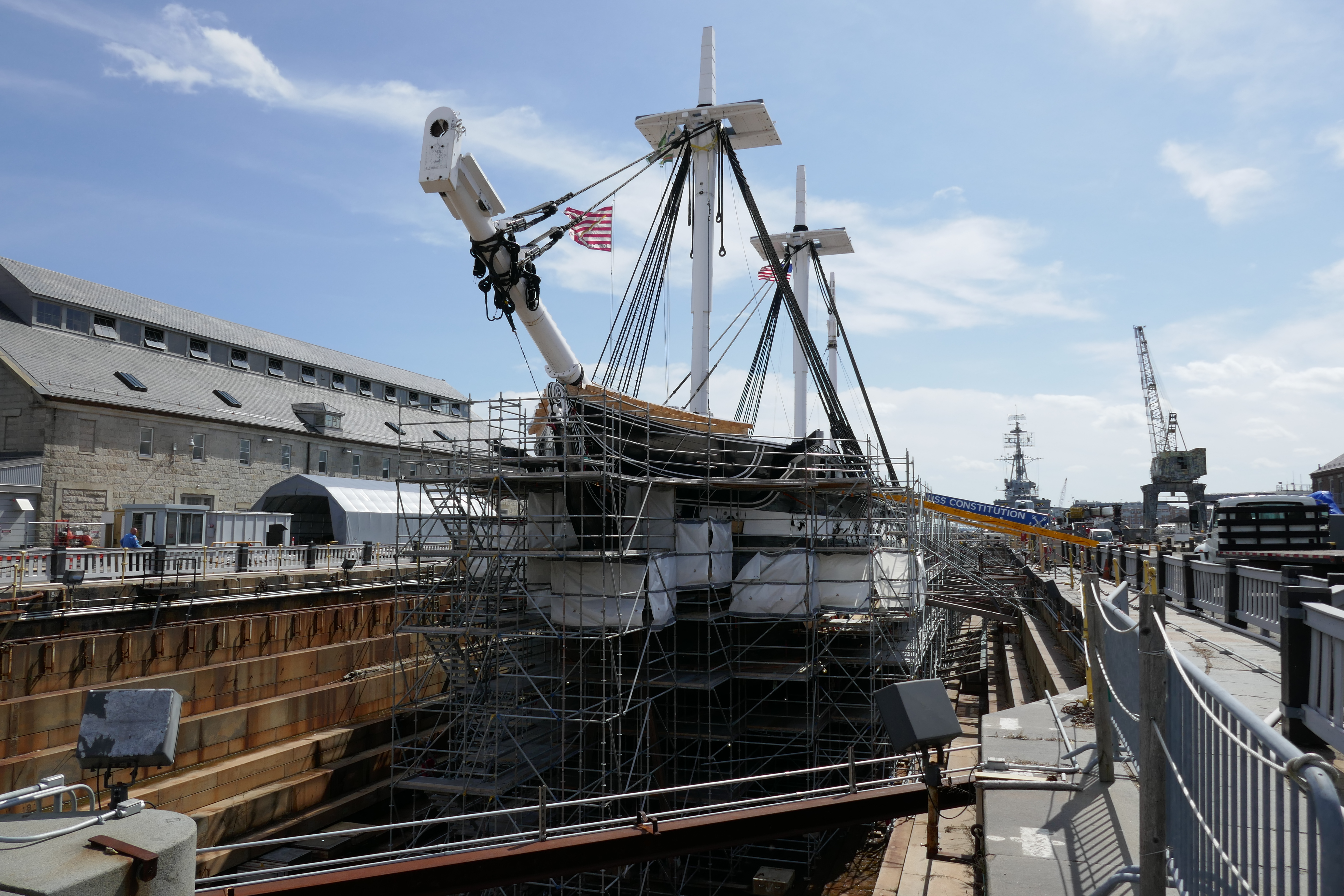
В доке во время очередного ремонта, 2016 год
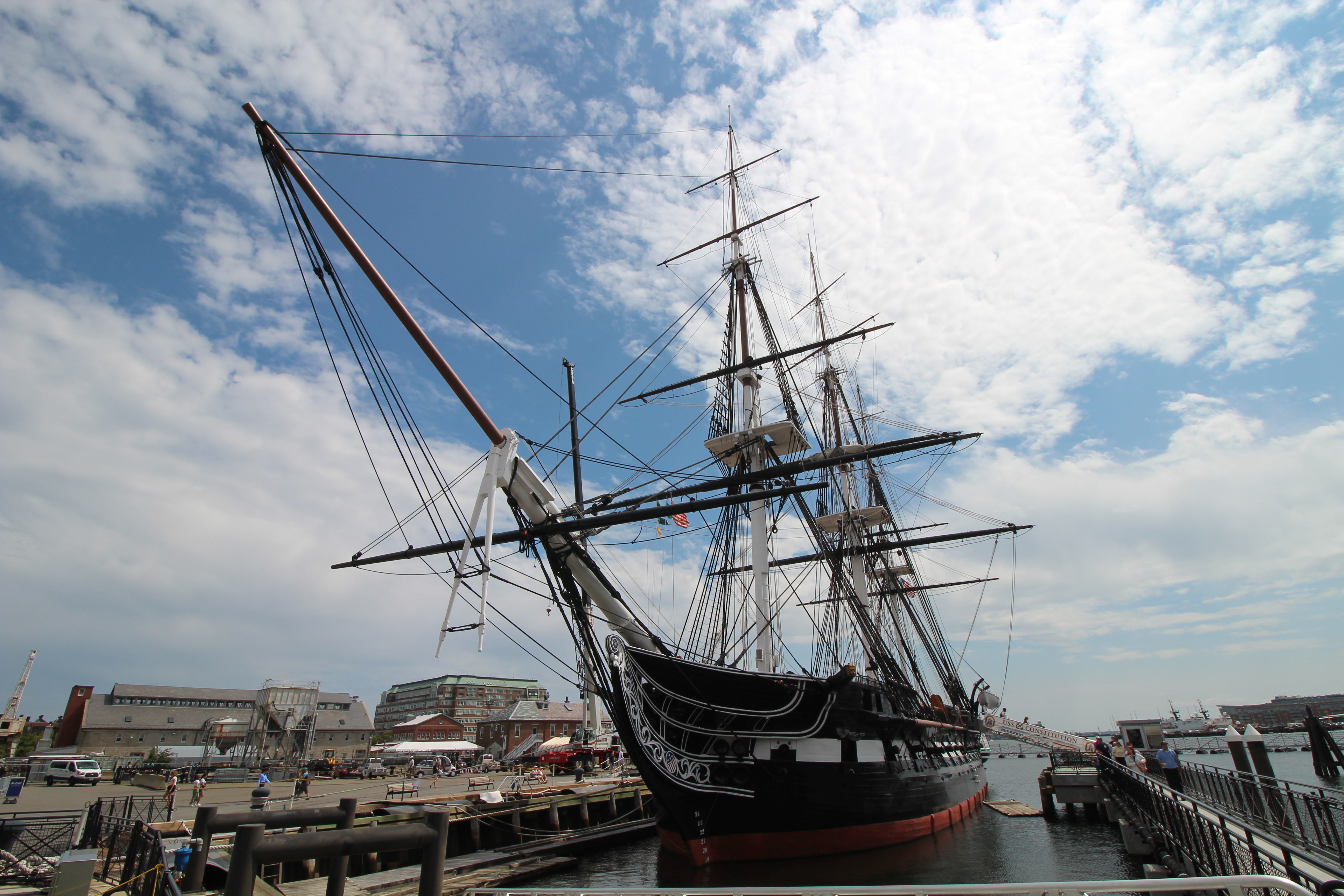
В доке, 2018 год